# Saki Sugimoto
Saki Sugimoto (jap. 杉本早希 Sugimoto Saki; ur. 21 lipca 1986 w Kawasoe, w Japonii) – japońska siatkarka grająca na pozycji rozgrywającej. Obecnie występuje w drużynie Pioneer Red Wings.

## Kariera
- Pioneer Red Wings (2005-)